# Gāgosh-e Soflá
Gāgosh-e Soflá (persiska: گاگش سفلی) är en ort i Iran.   Den ligger i provinsen Västazarbaijan, i den nordvästra delen av landet, 500 km väster om huvudstaden Teheran. Gāgosh-e Soflá ligger 1 715 meter över havet och antalet invånare är 289.
Terrängen runt Gāgosh-e Soflá är huvudsakligen kuperad. Gāgosh-e Soflá ligger nere i en dal.Runt Gāgosh-e Soflá är det ganska tätbefolkat, med 80 invånare per kvadratkilometer. Närmaste större samhälle är Ālvātān, 17,4 km väster om Gāgosh-e Soflá. Trakten runt Gāgosh-e Soflá består i huvudsak av gräsmarker.